# Далека гідродинамічна взаємодія

Зміна траєкторії малих частинок під дією далекої гідродинамічної взаємодії

Далека гідродинамічна взаємодія — взаємодія об'єктів у рідині, яка полягає в тому, що великий об'єкт (тверде тіло, крапля рідини, бульбашка повітря) викривляє лінії току води в ламінарному режимі течії і таким чином змінює траєкторію малих частинок (рис.), утруднюючи їх контакт з великим об'єктом.
Зустріч великого й дрібнішого об'єктів (ефективне зіткнення) може бути досягнута шляхом турбулізації потоку рідини, при якому виникає турбулентна дифузія.